# Me staje appennenn' amò
Me staje appennenn' amò è un singolo del cantante italiano Liberato, pubblicato il 20 gennaio 2018 come terzo estratto dal primo album in studio Liberato.
Il brano contiene un campionamento di Think (About It), canzone funk di Lyn Collins del 1972.

## Video musicale
Il videoclip, diretto da Francesco Lettieri, è stato pubblicato in concomitanza con il lancio del singolo sul canale YouTube del cantante.
Il filmato, che racconta la storia d’amore tra due ragazzi, si apre con una dichiarazione dell’attivista trans Rosa Rubino.

## Tracce
1. Me staje appennenn' amò – 5:06 (Liberato)

## Classifiche
| Classifica (2022) | Posizione massima |
| ----------------- | ----------------- |
| Italia            | 32                |